# Everybody Wants to Rule the World
Singles de Tears for Fears
Shout
(1984) Head over Heels
(1985)
Everybody Wants to Rule the World est le troisième single tiré de l'album Songs from the Big Chair de Tears for Fears, sorti en 1985.
C'est ce titre qui fait connaître le groupe aux États-Unis, où la chanson est utilisée comme premier extrait de l'album, y atteignant la 1re place des classements à la fin du printemps 1985.
Il remporte le Brit Award du meilleur single britannique en 1986.
Il est certifié disque d'argent au Royaume-Uni, plus de 200 000 exemplaires vendus, et disque d'or au Canada, plus de 50 000 exemplaires vendus.

## Classements
| Pays                                   | Positions |
| -------------------------------------- | --------- |
| Allemagne (Media Control AG)           | 11        |
| Australie (ARIA)                       | 2         |
| Autriche (Ö3 Austria Top 40)           | 19        |
| Belgique (Flandre Ultratop 50 Singles) | 3         |
| Canada (RPM)                           | 1         |
| États-Unis (Billboard Hot 100)         | 1         |
| France (SNEP)                          | 14        |
| Irlande (Irish Singles Chart)          | 2         |
| Italie (FIMI)                          | 11        |
| Nouvelle-Zélande (RMNZ)                | 1         |
| Pays-Bas (Nederlandse Top 40)          | 2         |
| Royaume-Uni (UK Singles Chart)         | 2         |
| Suisse (Schweizer Hitparade)           | 13        |

## Reprises
- Patti Smith pour son album Twelve (2007),
- Lorde pour la bande originale du film Hunger Games : L'Embrasement (2013).
- La chanson a été décortiquée piste instrumentale par piste instrumentale [19].
- En 2016, Mark Lettieri, guitariste du groupe de fusion Snarky Puppy, a repris la chanson dans son album Spark and Echo[20].
- Pomplamoose en 2019 [21]
- Reprise par Weezer en 2019 sur l’album TEAL
- La chanson a été reprise par Grant Show et Sam Underwood dans l'épisode musical de la saison 2 de la série télévisée Dynastie (Désespoir - épisode 4).

## Utilisations de la chanson

### Cinéma
- En 1984 : Le Flic de Beverly Hills et Les Tronches
- En 1985 : Profession : Génie et The Breakfast Club
- En 1986 : Rose bonbon
- En 1990 : Bernard et Bianca au pays des kangourous
- En 1992 : Peter's Friends
- En 1996 : Independance Day
- En 1997 : Romy et Michelle, 10 ans après
- En 2006 : Click : Télécommandez votre vie
- En 2009 : Watchmen : Les Gardiens (version muzak) et Middle Men
- En 2013 : In a World… et Hunger Games : L'Embrasement (reprise par Lorde)
- En 2014 : White Bird
- En 2015 : Welcome Back
- 2015 : N.W.A : straight outta compton
- En 2015 : Pixels
- En 2018 : Ready Player One, Le Grand Bain, À tous les garçons que j'ai aimés et Bumblebee
- En 2020 : Tesla
- En 2021 : Land
- En 2024 : Moi Moche Et Méchant 4

### Télévision
- En 1999 : Les Pirates de la Silicon Valley
- En 2005 : Malcolm (Saison 6, épisode 8)
- En 2012 : Glee (Saison 4, épisode 3)
- En 2016 : Mr Robot (Saison 2, épisode 9)
- En 2018 : Riverdale (Saison 3, épisode 4)
- En 2019 : Happy! (Saison 2, épisode 8)
- En 2019 :  For All Mankind (Saison 1, épisode 10)